# Список Російських прапорів
Це перелік прапорів, які використовувалися або використовуються у Російській Федерації та її історичних попередників (СРСР, Російської імперії, Московського царства).

## Національний прапор
| Прапор | Дата                                          | Використання            | Опис |
| ------ | --------------------------------------------- | ----------------------- | --- |
|        | 1668?–1918 (як прапор) 1883—1918 1993–дотепер | Державний прапор Росії. | Триколор з трьох рівних горизонтальних полів, білий зверху, синій посередині та червоний знизу. Використовувався як комерційний та цивільний морський прапор з 1690-х (нібито з 1668). З 1700 триколор використовувався як прапор Московского царя Петром I. Також він був національним торговельним прапором і підіймався на торговельних суднах. Існував до введення у 1858 чорно-жовто-білого триколору. З 1896 цей прапор знову став національним прапором Російської імперії. Використовувався Російською державою під час Громадянської війни в Росії. |

## Президентський прапор
| Прапор | Дата         | Використання             | Опис                                                               |
| ------ | ------------ | ------------------------ | ------------------------------------------------------------------ |
|        | 1994–дотепер | Прапор президента Росії. | Квадратна версія прапора Росії з гербом Росії та золотою бахромою. |

## Імператорські штандарти
| Прапор | Дата      | Використання                                                          | Опис |
| ------ | --------- | --------------------------------------------------------------------- | --- |
|        | 1700–1858 | Імператорський штандарт.                                              | Царська емблема на жовтому полі. |
|        | 1858–1883 | Перший офіційний державний прапор Російської імперії для «Церемоній». | Прапор було представлено у 1858, проте він не був настільки популярним як біло-синьо-червоний триколор, який почали використовувати з 1883 на землі. У 20-му сторіччі існувала легенда (заснована на невірних заявах провідного радянського історика К. Іванова), що Росія змінила свій офіційний прапор у 1858. Цей прапор представляв не лише Росію, але і усю територію Імперії (в тому числі Північний Кавказ, Центральна Азія тощо), у той час як біло-синьо-червоний триколор представляв лише Росію. З 1990-х використовувався монархістами та ультраправими політичними угрупованнями. |
|        | 1858–1917 | Імператорський штандарт.                                              | Жовтий прапор із золотою бахромою. |

## Військові прапори
| Прапор | Дата                                        | Використання                                                                               | Опис |
| ------ | ------------------------------------------- | ------------------------------------------------------------------------------------------ | --- |
|        |                                             | Прапор Міністерства оборони.                                                               | |
|        |                                             | Збройні сили.                                                                              | |
|        | Прапор Перемоги (Історичний бойовий прапор) | Прапор Перемоги (історичний бойовий прапор).                                               | Прапор Перемоги, який було піднято над Рейхстагом у 1945. Репліки Прапора Перемоги використовують на День Перемоги.                             |
|        | 1996–2007                                   | Пам'ятний прапор.                                                                          | Прапор Перемоги. Він має статус, подібний до національного прапора, і може бути використаний поряд з національним прапором в національні свята. |
|        |                                             | Прапор російських Сухопутних військ.                                                       | |
|        |                                             | Прапор російських Військово-повітряних сил.                                                | |
|        | 1712–1917 1991–дотепер                      | Прапор російського військово-морського флоту, так званий Андріївський (св. Андрія) прапор. | Синій Андріївський хрест на білому полі. |
|        |                                             | Гафель російського військово-морського флоту.                                              | Військово-морський прапор російського флоту накладений на білий хрест на червоному полі.                                                        |
|        |                                             | Прапор російських Повітряно-десантних військ.                                              | Дві горизонтальних смуги, синя і зелена, з емблемою російських Повітряно-десантних військ на їхньому фоні.                                      |
|        |                                             | Прапор російських Ракетних військ стратегічного призначення.                               | |

## Сили безпеки
| Прапор | Дата         | Використання               | Опис |
| ------ | ------------ | -------------------------- | ---- |
|        | 1992–дотепер | Прапор МНС                 |      |
|        | 1992–дотепер | Відомчі прапори МНС        |      |
|        |              | Прапор прикордонної служби |      |
|        |              | Гафель берегової охорони   |      |

## Історичні прапори
| Прапор    | Дата                        | Використання                                                                                               | Опис |
| --------- | --------------------------- | --- | --- |
|           | 1444-1497                   | Прапор Московії                                                                                            | |
|           | 1613-1693                   | Прапор московських царів і Московського царства .                                                          | |
|           | 1668-1693                   | Заявлений перший російський прапор.                                                                        | |
|           | 1693-1700                   | Прапор Московського царства                                                                                | |
|           | 1700–1918                   | Фактично (неофіційно) прапор Росії                                                                         | Триколор Петра І був комерційним прапором Росії. Будучи найстаршим цивільним прапором який представляв Росію, пізніше він був прийнятий як національний прапор, що представляє країну, а не царя. Проте, прапори, які використовуються російською армією були полковими прапорами з двоголовим орлом, офіційний символ імперії, у центрі. Імператорський штандарт мав чорного двоглавого орла або золотий банер, що представляв царя. |
|           | 1914–1917                   | Російська імперія(не офіційний, для приватного використання).                                              | Триколор з горизонтальними смугами, біла, синя та червона, з жовтим квадратом з орлом. |
|           | 1918–1937                   | Прапор РРФСР (варіант).                                                                                    | Червоний прапор з написом «РСФСР» золотими кириличними літерами. |
|           | 1937-1954                   | Прапор РРФСР (варіант).                                                                                    | Червоний прапор з написом «РСФСР» золотими кириличними літерами. |
|           | 1954–1991                   | Прапор РРФСР                                                                                               | Прапор Радянського Союзу з синьою вертикальною смугою |
|           | 1922-1923                   | Перший прапор Радянського Союзу.                                                                           | Перший прапор Радянського Союзу. |
|           | 1923–1955                   | Другий прапор Радянського Союзу.                                                                           | Прапор Радянського Союзу використовували у Росії як державний прапор до розвалу Радянського Союзу. |
|           | 1944–1945                   | Прапор Російської визвольної армії                                                                         | |
|           | 1955–1980                   | Третій прапор Радянського Союзу.                                                                           | Другий прапор Радянського Союзу зі зменшеним гербом. |
|           | 1980–1991                   | Четвертий і останній прапор СРСР                                                                           | Третій прапор мав більш яскравий колір |
|           | 1991                        | Прапор Російської РФСР                                                                                     | Прапор РРФСР з 1 листопада (фактично з 22 серпня) 1991 to 25 грудня 1991. |
| 1991–1993 | Прапор Російської Федерації | Офіційний прапор Російської Федерації з 25 грудня 1991 по грудень 1993, потім замінений на сучасну версію. | |
|           | 1993–дотепер                | Сучасний національний прапор.                                                                              | Поточний прапор Російської Федерації |